# Гомусин
Гомусин (хангыль: 고무신) — резиновая обувь в форме традиционной корейской обуви. Обувь широкая, на низком каблуке. Гомусин для мужчин был создан по образцу гатсин (갖신), а для женщин — данхэ (당혜). Гомусин впервые появились в начале 20 века. Их было намного легче поддерживать в чистоте, чем данхе и джипсин (соломенные туфли), и их можно было носить даже во время дождя. Именно поэтому гомусины стали популярны и заменили традиционную обувь.

## История
Предполагается, что первым человеком, носившим гомусин, был Сунджон, последний император Чосона . В период с 1938 по 1945 год японский колониальный режим ограничивал ношение национальной одежды, включая гомусины. Популярность обуви пришлась на период после её легализации с 1945 года и до конца Корейской войны.
После 1960 года, когда производство гомусин стало более искусным, стали появляться более привлекательные стили. Гомусины стали менее распространенными в повседневной одежде. 
Гомусины изготавливаются путем соединения резины, кожи и ткани. Это, вероятно, стало причиной снижения их популярности: они относительно тяжелые и неэргономичные, что делает их неудобными для ношения в течение длительного периода времени. 

## Смотрите также
- Гомсин
- Хва
- Джипсин
- Ханбок
- Список корейской одежды
- Общество в эпоху Чосон

## Рекомендации
1. ↑  There's no business like shoe business. Дата обращения: 15 декабря 2015. Архивировано 9 февраля 2023 года.
2. ↑  '고무신' – 네이트 백과사전 (10 июня 2011). Дата обращения: 15 декабря 2015. Архивировано из оригинала 10 июня 2011 года.
3. ↑  한국민족문화대백과. 고무신의 역사. 네이버 지식백과.
4. ↑  김, 지용. (약수터) 운동화 패션 (кор.). 무등일보. Дата обращения: 12 апреля 2021. Архивировано 9 февраля 2023 года.